# ایمیزو، تویاما
ایمیزو در استان تویاما در کشور ژاپن  واقع شده‌است  که دارای جمعیت ۹۴٬۶۹۱ نفر و مساحت ۱۰۹٫۱۸ کیلومتر مربع با تراکم جمعیت ۸۶۷  نفر در کیلومترمربع است و در تاریخ ۱ نوامبر ۲۰۰۵ به عنوان شهر شناخته شد.